# La Vieille-Loye
 La Vieille-Loye  es una población y comuna francesa, situada en la región del Franco Condado, departamento de Jura, en el distrito de Dole y cantón de Montbarrey.

## Demografía
| 390 | 344 | 325 | 309 | 358 | 345 |
| Para los censos de 1962 a 1999 la población legal corresponde a la población sin duplicidades (Fuente: INSEE [Consultar]) |     |     |     |     |     |